# 1971–1972-es kupagyőztesek Európa-kupája
A KEK 1971–1972-es szezonja volt a kupa 12. kiírása. A győztes a Rangers FC lett, miután a döntőben 3–2-re legyőzte a szovjet FK Gyinamo Moszkva együttesét.

## Selejtező
| 1. csapat     | Össz.     | 2. csapat       | 1. mérk. | 2. mérk. |
| ------------- | --------- | --------------- | -------- | -------- |
| BK 1909       | 4–4 (ig.) | FK Austria Wien | 4–2      | 0–2      |
| Hibernians FC | 3–2       | Fram            | 3–0      | 0–2      |

## Első forduló
| 1. csapat             | Össz.                 | 2. csapat             | 1. mérk. | 2. mérk. |
| --------------------- | --------------------- | --------------------- | -------- | -------- |
| Lisburn Distillery FC | 1–7                   | FC Barcelona          | 1–3      | 0–4      |
| Hibernians FC         | 0–1                   | FC Steaua București   | 0–0      | 0–1      |
| Servette FC           | 2–3                   | Liverpool FC          | 2–1      | 0–2      |
| TJ Skoda Plzen        | 1–7                   | FC Bayern München     | 0–1      | 1–6      |
| Limerick FC           | 0–5                   | Torino FC             | 0–1      | 0–4      |
| Dinamo Tirana         | 1–2                   | FK Austria Wien       | 1–1      | 0–1      |
| Stade Rennais FC      | 1–2                   | Rangers FC            | 1–1      | 0–1      |
| Sporting CP           | 7–0                   | Lyn                   | 4–0      | 3–0      |
| Zagłębie Sosnowiec    | 4–5                   | Åtvidabergs FF        | 3–4      | 1–1      |
| Jeunesse Hautcharage  | 0–21                  | Chelsea FC            | 0–8      | 0–13     |
| Beerschot AC          | 8–0                   | Anórthoszi Ammohósztu | 7–0      | 1–0      |
| Dynamo Berlin         | 2–2 (11-esekkel: 5–4) | Cardiff City FC       | 1–1      | 1–1      |
| Levszki-Szpartak      | 1–3                   | Sparta Rotterdam      | 1–1      | 0–2      |
| Komlói Bányász        | 4–8                   | FK Crvena Zvezda      | 2–7      | 2–1      |
| Mikkeli               | 0–4                   | Eskişehirspor         | 0–0      | 0–4      |
| Olimbiakósz           | 2–3                   | FK Gyinamo Moszkva    | 0–2      | 2–1      |

## Második forduló
| 1. csapat        | Össz.      | 2. csapat           | 1. mérk. | 2. mérk. |
| ---------------- | ---------- | ------------------- | -------- | -------- |
| FC Barcelona     | 1–3        | FC Steaua București | 0–1      | 1–2      |
| Liverpool        | 1–3        | FC Bayern München   | 0–0      | 1–3      |
| Torino FC        | 1–0        | FK Austria Wien     | 1–0      | 0–0      |
| Rangers FC       | 6–6 (ig.)1 | Sporting CP         | 3–2      | 3–4      |
| Åtvidaberg       | 1–1 (ig.)  | Chelsea FC          | 0–0      | 1–1      |
| Beerschot AC     | 2–6        | Dynamo Berlin       | 1–3      | 1–3      |
| Sparta Rotterdam | 2–3        | FK Crvena Zvezda    | 1–1      | 1–2      |
| Eskişehirspor    | 0–2        | FK Gyinamo Moszkva  | 0–1      | 0–1      |

1Bár a bíró tizenegyespárbajt rendelt el, melyet a Sporting nyert 3–0-ra, végül idegenben lőtt több góljának köszönhetően a Rangers jutott tovább.

## Negyeddöntő
| 1. csapat           | Össz.     | 2. csapat          | 1. mérk. | 2. mérk. |
| ------------------- | --------- | ------------------ | -------- | -------- |
| FC Steaua București | 1–1 (ig.) | FC Bayern München  | 1–1      | 0–0      |
| Torino FC           | 1–2       | Rangers FC         | 1–1      | 0–1      |
| Åtvidabergs FF      | 2–4       | Dynamo Berlin      | 0–2      | 2–2      |
| FK Crvena Zvezda    | 2–3       | FC Gyinamo Moszkva | 1–2      | 1–1      |

## Elődöntő
| 1. csapat         | Össz.                 | 2. csapat          | 1. mérk. | 2. mérk. |
| ----------------- | --------------------- | ------------------ | -------- | -------- |
| FC Bayern München | 1–3                   | Rangers FC         | 1–1      | 0–2      |
| Dynamo Berlin     | 2–2 (11-esekkel: 1–4) | FC Gyinamo Moszkva | 1–1      | 1–1      |

## Döntő
| 1972. május 24. 19:00 |

| Rangers FC                 | 3–2   | FK Gyinamo Moszkva         |
| -------------------------- | ----- | -------------------------- |
| Stein 23' Johnston 40' 49' | (2–0) | Estrekov 60' Makovikov 87' |

| Camp Nou, Barcelona Nézőszám: 24 701 Játékvezető: José María Ortiz de Mendíbil (ESP) |

## Lásd még
- 1971–1972-es bajnokcsapatok Európa-kupája
- 1971–1972-es UEFA-kupa